# Rhyssonotus laticeps
Rhyssonotus laticeps es una especie de coleóptero de la familia Lucanidae.

## Distribución geográfica
Habita en Queensland (Australia).